# Baeocharis pascuorum
Baeocharis pascuorum är en stekelart som beskrevs av Mayr 1876. Baeocharis pascuorum ingår i släktet Baeocharis och familjen sköldlussteklar. Arten är reproducerande i Sverige. Inga underarter finns listade.